# Иоанникий (Горский)
Архиепископ Иоанникий (в миру Иван Семёнович Горский; 1810, Ярославская губерния — 1 (13) марта 1877, Одесса) — епископ Русской православной церкви, архиепископ Херсонский и Одесский.

## Биография
Родился в 1810 году в семье священника села Малое Богородское Даниловского уезда Ярославской губернии.
Окончил Ярославскую духовную семинарию (1833) и поступил в Санкт-Петербургскую духовную академию.
В июне 1837 года окончил духовную академию и 3 июля того же года пострижен в монашество; 27 июля рукоположён во иеродиакона, а 6 августа — во иеромонаха.
6 сентября того же года назначен учителем Нижегородской духовной семинарии, а 13 сентября получил степень магистра богословия.
29 августа 1838 года перемещен инспектором Киевской духовной семинарии.
24 мая 1839 года причислен к соборным иеромонахам Александро-Невской лавры.
С 19 июля 1841 года — инспектор Киевской духовной академии и бакалавр богословских наук.
28 июня 1842 года возведён в сан архимандрита, назначен членом Духовного цензурного комитета и цензором проповедей.
С 10 октября 1846 года — ректор Ярославской духовной семинарии.
С 29 июля 1847 года — настоятель Ростовского Богоявленского Авраамиева монастыря.
2 апреля 1850 года перемещен на должность ректора Санкт-Петербургской духовной семинарии.
В 1852 году исправлял книгу протоиерея Григория Дебольского «О христианском православном богослужении», за что объявлена ему благодарность от Святейшего Синода.
16 января 1855 года хиротонисан во епископа Старорусского, викария Новгородской епархии.
15 апреля 1856 года перемещен на Саратовскую архиерейскую кафедру.
17 июля 1860 года возведён в сан архиепископа и переведен в Варшаву.
Преосвященный Иоанникий умел вести себя в обществе, всегда оставаясь каким-то неразгаданным. Он выделялся из среды епархиальных архиереев и как политический деятель. Поэтому, когда потребовался архиерей в Варшаву, он был назначен на этот пост без колебаний. В Варшаве он вел себя с великим достоинством и пользовался уважением среди поляков.
С 1 мая 1875 года именовался Холмским и Варшавским.
С 16 ноября 1875 года — архиепископ Херсонский и Одесский.
Внешне спокойный, он, видимо, тщательно скрывал все свои переживания. За годы служения в Варшаве он настолько ослаб физически, что при новом назначении его в Одессу в течение полугода не мог выехать из-за телесной немощи.
Служение его на Одесской кафедре было кратковременным. Он скончался в ночь на 1 (13) марта 1877 года. Был похоронен в Спасо-Преображенском соборе.